# Breach of Trust
Pour plus de détails, voir Fiche technique et Distribution.
Breach of Trust est un film camerounais réalisé par Nkanya Nkwai sorti en 2017 mettant en scène des acteurs du Royaume-Uni, du Cameroun et du Nigeria, qui explore la perception de l'inceste comme un tabou et les points de vue des auteurs. Le film est produit par Roseline Fonkwa,,,. 

## Synopsis
Breach of Trust raconte la vie de deux familles qui essaient de vivre une vie normale mais malheureusement, un des membres de chaque famille abuse sexuellement de ces jeunes filles. Ces abuseurs et parents sont en position de confiance mais ils choisissent d'abuser sexuellement des jeunes membres de leur famille. C'est une histoire épique qui explore la façon dont nous percevons l'inceste comme un tabou et, au lieu de l'aborder et de le traiter, de s'opposer aux agresseurs, de protéger les victimes, de soutenir les victimes pour qu'elles s'opposent à leurs agresseurs et mettent fin à l'abus ou au cycle, il est plutôt dissimulé en raison des pressions sociales, de la peur, de la culpabilité, du fait de ne pas savoir à qui parler, où trouver du soutien, de se sentir menacé, de vouloir protéger l'image, la réputation, le nom de famille de l'agresseur et même de la peur de ne pas être cru. Les sentiments sont nombreux et, en tant que société, la plupart des gens ont choisi de garder cette forme d'abus secret, laissant les victimes et d'autres personnes souffrir, et laissant les abuseurs commettre des actes répétés en ne se faisant pas soigner.

## Fiche technique
- Titre : Breach of Trust
- Réalisation : Nkanya Nkwai
- Production : Roseline Fonkwa
- Pays :  Cameroun
- Date de sortie : 2017
- Langue : anglais

## Distribution
- Chris Allen : Le maire de Londres
- Princess Brun Njua : Oler Array
- Gelam Dickson : Mr. Tabi
- Mirabelle Ade : la mère d'Enanga
- Epule Jeffrey : Paul Achang
- Susan Kempling Oben : Mrs. Tabi
- Martha Muambo : Enanga Achang
- Whitney Raine : Young Array

## Sortie
Breach of Trust est sorti le 9 juin 2017.

## Réception
Le film a été projeté en avant-première à l'Odeon Cinemas Greenwich London. Le site Web des célébrités fabafriq a décrit le film comme "le film révolutionnaire qui va changer le visage de l'industrie cinématographique camerounaise." La première du film a eu lieu à Douala le 21 octobre 2017.